# Raionul Vîsokopillea, Herson
Vîsokopillea (în ucraineană Високопільський район, transliterat: Vîsokopilskîi raion) este un raion în regiunea Herson, Ucraina. Reședința sa este așezarea de tip urban Vîsokopillea.

## Demografie
Componența lingvistică a raionului Vîsokopillea
     Ucraineană (94,25%)
     Rusă (4,93%)
     Alte limbi (0,65%)
Conform recensământului din 2001, majoritatea populației raionului Vîsokopillea era vorbitoare de ucraineană (94,25%), existând în minoritate și vorbitori de rusă (4,93%).